# Quận Wyandotte, Kansas
Quận Wyandotte (phát âm là / waɪ.əndɒt /; quận code wy) là một huyện nằm ở phía đông bắc Kansas, Hoa Kỳ. Dân số của quận được ước tính là 153.956 ngiwowif trong năm 2007, khiến đây là quận có đông dân thứ 4 trong tiểu bang. 2 quận lỵ của nó và đông dân nhất thành phố thành phố Kansas6. Quận Wyandotte là một phần của vùng đô thị thành phố Kansas.

## Địa lý
Theo Cục điều tra dân số Hoa Kỳ, quận có diện tích km², trong đó có km2 là diện tích mặt nước.